# Géneros, especies y subespecies de Crotalinae
En la actualidad, se reconoce 18 géneros y 151 especies: 7 géneros y 54 especies en el Viejo Mundo, en contra de una mayor diversidad de 11 géneros y 97 especies en el Nuevo Mundo. Se incluye también los vipéridos que sólo se encuentran en las Américas. Los grupos de serpientes representadas aquí incluyen serpientes de cascabel, puntas de lanza, así como el Trimeresurus en Asia.
- Agkistrodon 
  - Agkistrodon bilineatus 
    -  Agkistrodon bilineatus bilineatus 
    - Agkistrodon bilineatus howardgloydi 
    - Agkistrodon bilineatus russeolus 
    - Agkistrodon bilineatus taylori 

  - Agkistrodon contortrix 
    -  Agkistrodon contortrix contortrix 
    - Agkistrodon contortrix laticinctus 
    - Agkistrodon contortrix mokasen 
    - Agkistrodon contortrix phaeogaster 
    - Agkistrodon contortrix pictigaster 

  - Agkistrodon piscivorus 
    - Agkistrodon piscivorus conanti 
    - Agkistrodon piscivorus leucostoma 
    -  Agkistrodon piscivorus piscivorus
- Atropoides 
  - Atropoides nummifer 
    - Atropoides nummifer mexicanus 
    -  Atropoides nummifer nummifer 
    - Atropoides nummifer occiduus 

  - Atropoides olmeca 
  - Atropoides picadoi
- Bothriechis 
  - Bothriechis aurifer 
  - Bothriechis bicolor 
  - Bothriechis lateral 
  - Bothriechis Marchi 
  - Bothriechis nigroviridis 
  - Bothriechis rowleyi 
  - Bothriechis schlegelii 
  - Bothriechis thalassinus
- Bothriopsis 
  - Bothriopsis bilineata 
    -  Bothriopsis bilineata bilineata
    - Bothriopsis bilineata smaragdinus

  - Bothriopsis medusa 
  - Bothriopsis oligolepis 
  - Bothriopsis peruviana
  - Bothriopsis pulchra 
  - Bothriopsis punctata 
  - Bothriopsis taeniata 
    - Bothriopsis taeniata lichenosa
    -  Bothriopsis taeniata taeniata
- Bothrops 
  - Bothrops alternatus 
  - Bothrops ammodytoides 
  - Bothrops andianus 
  - Bothrops asper 
  - Bothrops atrox lancehead 
  - Bothrops barnetti 
  - Bothrops brazili 
  - Bothrops campbelli 
  - Bothrops caribbaeus 
  - Bothrops colombianus 
  - Bothrops cotiara 
  - Bothrops erythromelas 
  - Bothrops fonsecai 
  - Bothrops hyoprorus 
  - Bothrops iglesiasi 
  - Bothrops insularis 
  - Bothrops itapetiningae 
  - Bothrops jararaca 
  - Bothrops jararacussu 
  - Bothrops jonathani 
  - Bothrops lanceolatus 
  - Bothrops leucurus 
  - Bothrops lojanus 
  - Bothrops marajoensis 
  - Bothrops microftalmos 
  - Bothrops moojeni lancehead 
  - Bothrops neuwiedi 
    - Bothrops neuwiedi bolivianus
    - Bothrops neuwiedi diporus 
    - Bothrops neuwiedi goyazensis
    - Bothrops neuwiedi lutzi 
    - Bothrops neuwiedi mattogrossensis 
    - Bothrops neuwiedi meridionalis
    - Bothrops neuwiedi neuwiedi 
    - Bothrops neuwiedi paramanensis
    - Bothrops neuwiedi pauloensis 
    - Bothrops neuwiedi piauhyensis
    - Bothrops neuwiedi pubescens 
    - Bothrops neuwiedi urutu

  - Bothrops pictus 
  - Bothrops pirajai 
  - Bothrops pradoi
  - Bothrops sanctaecrucis 
  - Bothrops venezuelensis
- Calloselasma 
  -  Calloselasma rhodostoma
- Cerrophidion 
  - Cerrophidion barbouri 
  - Cerrophidion godmani 
  - Cerrophidion tzotzilorum
- Crotalus 
  -  Crotalus adamanteus 
  -  Crotalus Aquilus 
  -  Crotalus atrox 
  -  Crotalus basiliscus 
  -  Catalinensis Crotalus 
  -  Crotalus cerastes 
    -  Crotalus cerastes cerastes 
    -  Crotalus cerastes cercobombus 
    -  Crotalus cerastes laterorepens 

  -  Crotalus durissus cascabel de América del Sur ,
    -  Crotalus durissus cumanensis 
    -  Crotalus durissus durissus 
    -  Crotalus durissus marajoensis 
    -  Crotalus durissus maricelae
    -  Crotalus durissus ruruima 
    -  Crotalus durissus terrificus 
    -  Crotalus durissus trigonicus 
    -  Crotalus durissus unicolor 
    -  Crotalus durissus vegrandis 

  -  Crotalus enyo 
    -  Crotalus enyo cerralvensis 
    -  Crotalus Enio Enio 
    -  Crotalus enyo furvus 

  - Crotalus horridus
  - Crotalus intermedius
    -  Crotalus intermedius gloydi 
    -  Crotalus intermedius intermedius
    -  Crotalus intermedius omiltemanus 

  -  Crotalus lannomi 
  -  Crotalus lepidus 
    -  Crotalus lepidus klauberi 
    -  Crotalus lepidus lepidus 
    -  Crotalus lepidus maculosus 
    -  Crotalus lepidus morulus 

  -  Crotalus mitchellii 
    -  Crotalus mitchellii angelensis 
    -  Crotalus mitchellii mitchellii 
    -  Crotalus mitchellii muertensis 
    -  Crotalus mitchellii Pirro 
    -  Crotalus mitchellii stephensi 

  -  Crotalus Molossus 
    -  Crotalus Molossus estebanensis 
    -  Crotalus Molossus molossus 
    -  Crotalus Molossus nigrescens 
    -  Crotalus Molossus oaxacus 

  -  Crotalus oreganus 
    -  Crotalus oreganus abyssus 
    -  Crotalus oreganus caliginis 
    -  Crotalus cerberus oreganus 
    -  Crotalus concolor oreganus Midget 
    -  Crotalus helleri oreganus 
    -  Crotalus oreganus lutosus 
    -  Crotalus oreganus oreganus 

  -  Crotalus polystictus 
  -  Crotalus pricei 
    -  Crotalus pricei miquihuanus 
    -  Crotalus pricei pricei 

  -  Crotalus pusillus 
  - Crotalus ruber
    -  Crotalus ruber lorenzoensis 
    -  Crotalus ruber lucansensis 
    - Crotalus ruber ruber

  -  Crotalus scutulatus 
    -  Crotalus scutulatus salvini 
    -  Crotalus scutulatus scutulatus 

  - Crotalus simus
    -  Crotalus simus culminatus 
    - Crotalus simus simus
    -  Crotalus simus tzabcan 

  -  Crotalus stejnegeri 
  - Crotalus tigris
  -  Crotalus tortugensis 
  -  Crotalus totonacus 
  -  Crotalus transverso 
  -  Crotalus triseriatus 
    -  Crotalus triseriatus armstrongi 
    -  Crotalus triseratus triseriatus 

  - Crotalus viridis
    - Crotalus viridis nuntius
    - Crotalus viridis viridis

  -  Crotalus willardi 
    -  Crotalus willardi amabilis 
    -  Crotalus willardi meridionalis 
    -  Crotalus willardi obscurus 
    -  Crotalus willardi silus 
    -  Crotalus willardi willardi
- Deinagkistrodon 
  -  Deinagkistrodon acutus
- Gloydius
  - Gloydius blomhoffii 
    -  Gloydius blomhoffii blomhoffii 
    - Gloydius blomhoffii brevicaudus 
    - Gloydius blomhoffii dubitatus 
    - Gloydius blomhoffii siniticus 

  - Gloydius halys 
    - Gloydius halys boehmei 
    - Gloydius halys caraganus 
    - Gloydius halys cognatus 
    -  Gloydius halys halys 
    - Gloydius halys mogoi

  - Gloydius Himalayanus 
  - Intermedius Gloydius 
    - Gloydius intermedius caucasicus 
    -  intermedius intermedius Gloydius 
    - Gloydius intermedius stejnegeri 

  - Gloydius monticola 
  - Gloydius saxatilis 
  - Gloydius shedaoensis 
  - Gloydius strauchi 
  - Ussuriensis Gloydius
- Hypnale 
  - Hypnale hypnale 
  - Hypnale nepa 
  - Hypnale walli
- Lachesis 
  - Lachesis melanocephala 
  - Lachesis muta 
    -  Lachesis muta muta 
    - Lachesis muta rhombeata 

  - Lachesis stenophrys
- Ophryacus 
  - Ophryacus melanurus 
  - Ophryacus undulatus
- Ovophis 
  - Ovophis chaseni 
  - Ovophis monticola 
    - Ovophis monticola convictus 
    - Ovophis monticola makazayazaya 
    -  monticola monticola Ovophis 
    - Ovophis monticola zayuensis 
    - Ovophis monticola zhaokentangi 

  - Ovophis okinavensis
- Porthidium 
  - Porthidium dunni 
  - Porthidium hespere 
  - Porthidium lansbergii 
    - Porthidium lansbergii arcosae 
    - Porthidium lansbergii hutmanni
    -  Porthidium lansbergii lansbergii 
    - Porthidium lansbergii rozei

  - Porthidium nasutum 
  - Porthidium ophryomegas 
  - Porthidium volcanicum 
  - Porthidium yucatanicum
- Sistrurus 
  -  Sistrurus catenatus 
    -  Sistrurus catenatus catenatus 
    -  Sistrurus catenatus edwardsii 
    -  Sistrurus catenatus tergeminus 

  -  Sistrurus miliarius 
    -  Sistrurus miliarius barbouri 
    -  Sistrurus miliarius miliarius 
    -  Sistrurus miliarius streckeri 

  -  Sistrurus ravus 
    -  Sistrurus ravus brunneus 
    -  Sistrurus ravus exigus 
    -  Sistrurus ravus ravus
- Trimeresurus 
  - Trimeresurus albolabris 
    -  Trimeresurus albolabris albolabris 
    - Trimeresurus albolabris insularis 
    - Trimeresurus albolabris septentrionalis 

  - Trimeresurus borneensis 
  - Trimeresurus brongersmai 
  - Trimeresurus cantori 
  - Trimeresurus cornutus 
  - Trimeresurus elegans pitviper 
  - Trimeresurus erythrurus 
  - Trimeresurus fasciatus 
  - Trimeresurus flavomaculatus 
    -  Trimeresurus flavomaculatus flavomaculatus 
    - Trimeresurus flavomaculatus halieus
    - Trimeresurus flavomaculatus mcgregori 

  - Trimeresurus flavoviridis 
  - Trimeresurus gracilis 
  - Trimeresurus gramineus 
  - Trimeresurus hageni 
  - Trimeresurus jerdonii 
    - Trimeresurus jerdonii bourreti 
    -  Trimeresurus jerdonii jerdonii 
    - Trimeresurus jerdonii xanthomelas 

  - Kanburiensis Trimeresurus 
  - Trimeresurus karanshahi
  - Trimeresurus kaulbacki 
  - Trimeresurus labial 
  - Trimeresurus macrolepis 
  - Trimeresurus macrops 
  - Trimeresurus malabaricus 
  - Trimeresurus mangshanensis 
  - Trimeresurus medoensis 
  - Trimeresurus mucrosquamatus 
  - Trimeresurus popeorum 
    - Trimeresurus popeorum Barati 
    -  Trimeresurus popeorum popeorum 
    - Trimeresurus popeorum Sabahi 

  - Trimeresurus puniceus 
  - Trimeresurus purpureomaculatus 
    - Trimeresurus purpureomaculatus andersoni 
    -  Trimeresurus purpureomaculatus purpureomaculatus 

  - Trimeresurus schultzei 
  - Trimeresurus stejnegeri 
    - Trimeresurus stejnegeri chenbihuii 
    -  Trimeresurus stejnegeri stejnegeri 
    - Trimeresurus stejnegeri yunnanensis 

  - Trimeresurus strigatus 
  - Trimeresurus sumatranus 
    - Trimeresurus sumatranus malcolmi 
    -  Trimeresurus sumatranus sumatranus 

  - Trimeresurus tibetanus 
  - Trimeresurus tokarensis 
  - Trigonocephalus Trimeresurus 
  - Trimeresurus xiangchengensis
- Tropidolaemus 
  - Tropidolaemus huttoni 
  - Tropidolaemus wagleri